# Pęd (fizyka)
Pęd – wektorowa wielkość fizyczna opisująca mechanikę, a więc ruch i oddziaływania obiektu fizycznego. Pęd mogą mieć wszystkie formy materii, np. ciała o niezerowej masie spoczynkowej, pole elektromagnetyczne, pole grawitacyjne.

## Pęd w mechanice klasycznej

### Pęd punktu materialnego
Pęd punktu materialnego jest równy iloczynowi masy {\displaystyle m} i prędkości {\displaystyle {\vec {v}}} punktu. Pęd jest wielkością wektorową; kierunek i zwrot pędu jest zgodny z kierunkiem i zwrotem prędkości:
{\displaystyle {\vec {p}}=m{\vec {v}}.}
Ruch ciała, a tym samym i jego prędkość określana jest względem wybranego układu odniesienia, dlatego też pęd jest określany względem tego układu odniesienia.
W układzie SI jednostka pędu nie ma odrębnej nazwy, a jest określana za pomocą innych jednostek, np. kilogram·metr/sekunda [kg·m/s] lub niuton·sekunda [N·s]. W języku polskim tę drugą jednostkę, N·s, nazywa się niutonosekundą.

### Zasada zachowania pędu
Pęd zmienia się w wyniku działania na ciało siły przez pewien czas. Iloczyn siły i czasu jej działania nazywany jest popędem siły {\displaystyle (I){:}}
{\displaystyle {\vec {\Delta p}}={\vec {F}}\Delta t,}
{\displaystyle {\vec {I}}={\vec {F}}\Delta t.}
Jeżeli w układzie inercjalnym na ciało (układ ciał) nie działa siła zewnętrzna, lub działające siły zewnętrzne równoważą się:
{\displaystyle {\vec {F}}=0,}
to całkowity pęd ciała (układu ciał) nie zmienia się:
{\displaystyle \Delta {\vec {p}}=0,}
{\displaystyle {\vec {p}}={\text{const}}.}
Powyższe zdanie stanowi treść zasady zachowania pędu.
Zasada zachowania pędu jest konsekwencją symetrii translacji w przestrzeni (twierdzenie Noether):
{\displaystyle {\vec {x}}\to {\vec {x}}'={\vec {x}}+{\vec {a}}.}
Jeżeli energia potencjalna jest niezmiennicza ze względu na translację
{\displaystyle U({\vec {x}})=U({\vec {x}}')=U({\vec {x}}+{\vec {a}})=U({\vec {x}})+a^{i}{\frac {\partial U}{\partial {x^{i}}}}+\dots ,}
to
{\displaystyle F^{i}=-{\frac {\partial U}{\partial {x^{i}}}}=0,}
czyli na ciało nie działa żadna siła i w konsekwencji pęd układu jest zachowany.

#### Przykłady zasady zachowania pędu
Wyskakując z łódki stojącej przy brzegu jeziora uzyskujemy pęd skierowany w stronę lądu. Równocześnie łódka – zgodnie z zasadą zachowania pędu – oddala się nieco od brzegu uzyskując pęd równy co do wartości, lecz przeciwnie skierowany. Wypadkowy pęd układu łódka-człowiek pozostaje nadal równy zeru.
Pocisk porusza się w powietrzu, w pewnej chwili pod wpływem wybuchu wewnątrz niego (sił wewnętrznych) ulega rozerwaniu. Ponieważ siły wewnętrzne nie zmieniają wypadkowego pędu układu, więc odłamki rozlatują się na wszystkie strony w ten sposób, że suma wektorowa pędów w chwili rozerwania jest równa pędowi pocisku tworzącego jeszcze całość. Pomijając zmiany oporu powietrza spowodowane zmianą kształtu i wielkości ciała, środek masy odłamków porusza się po takim samym torze, jak poruszał się pocisk.
Na zasadzie zachowania pędu opiera się działanie śruby okrętowej i śmigła samolotu. Śruba odrzuca wodę do tyłu, statek uzyskuje pęd skierowany ku przodowi. Podobnie śmigło odrzuca do tyłu masy powietrza, a samolot przesuwa się naprzód.
Znane są zjawiska odrzutu podczas użycia broni palnej: dubeltówka czy karabin „uderzają” strzelca, broń „cofa się” przy wystrzale. Zjawisko odrzutu jest wykorzystywane w samolotach odrzutowych i rakietach. Zasada ich ruchu polega na tym, że w komorze wewnętrznej odbywa się spalanie mieszanki wybuchowej. Gazy z dużą prędkością, a więc i z dużym pędem, uchodzą przez dyszę w tylnej części silnika lub rakiety, które równocześnie uzyskują dodatkowy pęd równy co do wartości pędowi wyrzucanych gazów, lecz skierowany ku przodowi.

### Pęd układu punktów materialnych
Pęd układu punktów materialnych jest równy sumie wektorowej pędów, wszystkich punktów układu. Można łatwo udowodnić, że pęd układu jest równy całkowitej jego masie pomnożonej przez prędkość środka masy układu.
Pęd układu punktów zmienia się tylko wtedy, gdy działa na nie siła zewnętrzna. Jeżeli układ rozpada się w wyniku działania sił wewnętrznych na części, suma pędów części jest równa pędowi układu przed rozpadem, podobnie przy łączeniu się części w układ. Zderzenie ciał możemy traktować jako złączenie i rozłączenie układu ciał.
Zasada ta umożliwia wyznaczenie masy lub prędkości i jest stosowana np. do:
- wyznaczania prędkości pocisków, przez wyznaczenie wychylenia klocka do którego wbija się pocisk,
- wyznaczania mas cząstek elementarnych na podstawie śladów (kątów) pod jakimi rozbiegają się produkty rozpadu,
- wyznaczania cząstkowych śladów rozpadu elementu.

Zmiana pędu układu punktów materialnych jest równa popędowi sumy sił zewnętrznych. Jednak w ogólnym przypadku, gdy siły zewnętrzne zależą od położeń i prędkości punktów układu, siły wewnętrzne mają wpływ na zmianę całkowitego pędu i przyspieszenie środka masy.

### Pędy uogólnione – opis hamiltonowski
Ukoronowaniem klasycznej koncepcji pędu jest opis hamiltonowski mechaniki układu. Model układu zadaje się poprzez krok pośredni polegający na określeniu jego lagranżjanu. Jest to funkcja równa:
{\displaystyle L=T-U,}
gdzie:
{\displaystyle T} – energia kinetyczna {\displaystyle {\frac {mv^{2}}{2}},}
{\displaystyle U(q)} – energia potencjalna.
Ogólniej lagranżjan konstruuje się posługując się informacjami o symetriach układu, stąd jego podstawowe w stosunku do hamiltonianu znaczenie. Następnie prowadzimy transformację Legendre’a do hamiltonianu, polegającą na zmianie postaci funkcyjnej i zmiennych niezależnych. Lagranżjan jest funkcją współrzędnych {\displaystyle q} i ich pochodnych po czasie – prędkości – {\displaystyle {\dot {q}}.} Taki zestaw współrzędnych nazywamy współrzędnymi konfiguracyjnymi, gdyż opisują zachowanie się układu na rozmaitości dostępnych dla niego położeń – konfiguracji. Transformacja Legendre’a to wprowadzenie innych zmiennych niezależnych poprzez rozwikłanie równania:
{\displaystyle H(p,q)=p\cdot {\dot {q}}-L(q),}
gdzie:
{\displaystyle p={\frac {\partial L}{\partial {\dot {q}}}}} – pęd uogólniony.
W wyniku prostych obliczeń można pokazać, gdy spełnione są pewne warunki, że {\displaystyle H=T+U,} czyli hamiltonian jest funkcją równą całkowitej energii układu. Tak określone współrzędne noszą nazwę zmiennych kanonicznych, pędów i współrzędnych uogólnionych lub współrzędnych w przestrzeni fazowej układu. Operacja ta odpowiada przejściu od przestrzeni konfiguracyjnej, czyli rozmaitości położeń układu, do wektorowej przestrzeni do niej stycznej. Warto wiedzieć, że nie zawsze przeprowadzenie takiej transformacji jest możliwe oraz że w wyniku nie zawsze dostaniemy {\displaystyle p=m\cdot v} choć dla układów bez więzów tak będzie.
Równania ruchu wyprowadzane w formalizmie Lagrange’a noszą nazwę równań Eulera-Lagrange’a, zaś w formalizmie Hamiltona – równań Hamiltona. Obydwa sposoby opisu są równoważne o ile możemy wykonać transformacje Legendre’a. Rozwiązania równań Hamiltona są łatwiejsze, gdyż mamy do czynienia z niezależnymi zmiennymi {\displaystyle (p,q),} inaczej niż w formalizmie Lagrange’a, gdzie zmiennymi są {\displaystyle q} i ich pochodne czasowe. Jednocześnie konstrukcja lagranżjanu wyprowadzona jest z zasad symetrii i jest na ogół prostsza niż wprowadzenie od razu gotowej postaci hamiltonianu. Dodatkowo w niektórych przypadkach możliwe staje się uwzględnienie więzów poprzez wprowadzenie mnożników Lagrange’a. Powodują one zmianę postaci funkcyjnej pędu (w stosunku do newtonowskiego {\displaystyle p=m\cdot v}) i zostają włączone w równania, co powoduje, że dalsze obliczenia na ogół są łatwiejsze do wykonania, a przynajmniej mniejsza jest liczba równań dzięki jawnej eliminacji równań więzów.

## Pęd w mechanice relatywistycznej
W mechanice relatywistycznej pęd swobodnej cząstki o masie spoczynkowej {\displaystyle m} poruszającej się z prędkością {\displaystyle {\vec {v}}} określony jest wzorem:
{\displaystyle {\vec {p}}=\gamma m{\vec {v}}={\frac {m{\vec {v}}}{\sqrt {1-(v/c)^{2}}}}=m(v){\vec {v}},}
gdzie:
{\displaystyle m(v)} – masa relatywistyczna.
Między pędem i energią cząstki istnieje zależność:
{\displaystyle E^{2}-(pc)^{2}=(mc^{2})^{2},}
inaczej
{\displaystyle E^{2}-p^{2}c^{2}=m^{2}c^{4},}
stąd pęd ciała poruszającego się z prędkością relatywistyczną można wyrazić wzorem:
{\displaystyle p={\sqrt {{\frac {E^{2}}{c^{2}}}-m^{2}c^{2}}}.}

### Wyprowadzenie wzoru
Cząstka poruszająca się z {\displaystyle v={\text{const}}} w dodatnim kierunku osi {\displaystyle x} ma pęd równy:
{\displaystyle p=mv=m{\frac {\Delta x}{\Delta t_{0}}}}
gdzie {\displaystyle \Delta t_{0}} to czas, który wyznaczył obserwator poruszający się wraz z cząstką.
Mnożąc i dzieląc wyrażenie przez {\displaystyle \Delta t,} otrzymujemy:
{\displaystyle p=m{\frac {\Delta x}{\Delta t_{0}}}{\frac {\Delta t}{\Delta t}}=m{\frac {\Delta x}{\Delta t}}{\frac {\Delta t}{\Delta t_{0}}}.}
Uwzględniając, że {\displaystyle {\frac {\Delta t}{\Delta t_{0}}}=\gamma } (dylatacja czasu), to:
{\displaystyle p=m{\frac {\Delta x}{\Delta t}}\gamma =\gamma mv.}

### Pęd fotonu
Pęd fotonu {\displaystyle p} jest określony wzorem
{\displaystyle p=h/\lambda }
lub równoważnie
{\displaystyle p=hf/c,}
gdzie:
{\displaystyle h} – stała Plancka.
Foton oddziałując z materią podczas odbicia, pochłonięcia czy emisji wpływa na pęd ciała, z którym oddziałuje.

## Pęd w mechanice kwantowej
W procesie kwantyzacji wielkościom mechanicznym fizyki klasycznej przyporządkowywane są właściwe dla mechaniki kwantowej operatory. Z formalnego punktu widzenia istnieje pewna dowolność w wyborze konkretnego operatora. Dowolność tę ogranicza zasada korespondencji (jednak niektóre wielkości, np. spin, nie posiadają odpowiednika klasycznego). Wielkości kwantowe często wybiera się jako generatory grup Liego odpowiadających im symetrii układów fizycznych, zwłaszcza w wypadku gdy z daną symetrią można związać jakąś zasadę zachowania (porównaj: Twierdzenie Noether).

### Mechanika kwantowa nierelatywistyczna
Pęd kwantowy jest operatorem związanym z symetrią układu względem translacji
{\displaystyle x^{i}\to x'^{i}=x^{i}+a^{i}.}
Układ posiadający taką symetrię jest niezmienniczy względem translacji przestrzennych, czyli przekształceń postaci
{\displaystyle \psi ({\vec {x}})\to \psi '({\vec {x}})=T({\vec {a}})\psi ({\vec {x}})=\psi ({\vec {x}}+{\vec {a}}),}
gdzie:
{\displaystyle T} – operator translacji o wektor {\displaystyle a.}
Dla infinitezymalnych translacji równanie powyższe może być rozwinięte w szereg:
{\displaystyle T\psi ({\vec {x}})=\psi ({\vec {x}}+{\vec {a}})=\psi ({\vec {x}})+a^{i}{\frac {\partial }{\partial x^{i}}}\psi ({\vec {x}})+\dots }
lub
{\displaystyle T\psi ({\vec {x}})=e^{{\frac {i}{\hbar }}P_{i}a^{i}}\psi ({\vec {x}}),}
gdzie:
{\displaystyle P_{i}=-i\hbar {\frac {\partial }{\partial x^{i}}}}
jest operatorem pędu. Operator pędu jest generatorem translacji w przestrzeni dla (algebry Liego) związanej z grupą Galileusza mechaniki nierelatywistycznej.
Historycznie jako pierwszy postać operatora pędu zaproponował Erwin Schrödinger, który jednak wyznaczył jego postać wychodząc od hamiltonianu dla cząstki swobodnej podczas konstruowania swojego słynnego równania Schrödingera.

### Mechanika kwantowa relatywistyczna
W czterowymiarowej czasoprzestrzeni Minkowskiego punkt posiada współrzędne {\displaystyle x^{\mu }=\{x^{0}=ct,x^{1},x^{2},x^{3}\}\ (\mu =0,1,2,3).}
Z symetrii układu fizycznego względem translacji w czasoprzestrzeni
{\displaystyle x^{\mu }\to x'^{\mu }=x^{\mu }+a^{\mu }.}
wynika prawo zachowania czterowektora pędu {\displaystyle P^{\mu }.}
Układ posiadający taką symetrię jest niezmienniczy względem translacji przestrzennych, czyli przekształceń postaci
{\displaystyle \psi (x)\to \psi '(x)=T(a)\psi (x)=\psi (x+a),}
gdzie:
{\displaystyle T} – operator translacji o czterowektor {\displaystyle a.}
Dla infinitezymalnych translacji równanie powyższe może być rozwinięte w szereg:
{\displaystyle T\psi (x)=\psi (x+a)=\psi (x)+a^{\mu }{\frac {\partial }{\partial x^{\mu }}}\psi ({\vec {x}})+\dots }
lub
{\displaystyle T\psi (x)=e^{{\frac {i}{\hbar }}P_{\mu }a^{\mu }}\psi (x),}
gdzie:
{\displaystyle P_{\mu }=-i\hbar {\frac {\partial }{\partial x^{\mu }}}=-i\hbar \partial _{\mu }} – operator pędu.
Operator pędu jest generatorem translacji w przestrzeni dla (algebry Liego) związanej z grupą Poincarégo mechaniki nierelatywistycznej. Konsekwencją tej symetrii jest istnienie globalnego niezmiennika Casimira
{\displaystyle C_{1}=P_{\mu }P^{\mu }=-\hbar ^{2}\partial _{\mu }\partial ^{\mu }=\hbar ^{2}\Box .}
Wielkość ta jest jednocześnie mierzalna (komutuje) z wszystkimi innymi wielkościami fizycznymi opisującymi cząstkę swobodną. jej równanie własne
{\displaystyle C_{1}\psi (x)=\hbar ^{2}\Box \psi (x)=\lambda \psi (x)}
daje równanie Kleina-Gordona
{\displaystyle \left(\Box -{\frac {\lambda }{\hbar ^{2}}}\right)\psi (x)=0}
z masą spoczynkową zdefiniowaną przez relację
{\displaystyle \lambda =(mc)^{2}.}
Wartości własne operatora Casimira {\displaystyle C_{1}} definiują masę spoczynkową cząstki. Formalnie {\displaystyle \lambda } jest liczbą rzeczywistą, może być dodatnia, ujemna lub zero. Klasyfikuje to odpowiednio cząstki na tardiony (cząstki ciężkie) poruszające się z prędkością mniejszą niż prędkość światła w próżni, tachiony, poruszające się z prędkością większą niż prędkość światła w próżni i luksony poruszające się w próżni stale z prędkością światła. Z tego równania własnego (z równania Kleina-Gordona czy równania Diraca) wynika relatywistyczna zależność między energią i pędem
{\displaystyle {\frac {E^{2}}{c^{2}}}=p^{2}+m^{2}c^{2}.}